# Nomads of the North
Nomads of the North é um filme mudo dos Estados Unidos de 1920, com Lon Chaney e Lewis Stone. O filme é baseado no romance de mesmo nome pelo autor norte-americano James Oliver Curwood.

## Sinopse
Quando a empobrecida, Nanette Roland se recusa a se casar com Buck McDougall até que ela esteja convencida de que é o seu noivo, que esteve ausente, Raoul Challoner, está morto, Buck obtém evidências falsas da morte de Challoner e Nanette cede a seus desejos. Na cerimónia de casamento, Raoul aparece e está prestes a tirar Nanette, quando Buck o ataca e, na batalha que se segue, Raoul acidentalmente mata um homem e é preso. Naquela noite, Nanette o ajuda a escapar e, depois de um casamento apressado, eles fogem para o deserto. O cabo O'Connor da Polícia Montada do Noroeste recebe a tarefa de capturá-lo, e três anos depois, o Mountie, auxiliado por Buck, descobre a cabana de Raoul na floresta. Quando ele  prende o fugitivo, sucede-se um incêndio florestal, prendendo Nanette, Raoul e seu bebé nas chamas. O'Connor, ferido por uma queda de uma árvore, é resgatado por Raoul e os quatro alcançam a segurança, mas Buck perece no fogo. O'Connor, sentindo uma dívida de gratidão, concorda em testemunhar a morte de Raoul e a família percebe que seus problemas terminaram.

## Elenco
- Betty Blythe - Nanette Roland
- Lon Chaney - Raoul Challoner
- Lewis Stone
- Francis McDonald - Buck McDougall
- Spottiswoode Aitken
- Melbourne MacDowell - Duncan McDougall
- Charles A. Smiley